# Денисов, Алексей Макарович
Алексей (в ряде источников ошибочно Александр) Макарович Денисов (1922—1943) — Герой Советского Союза; гвардии младший лейтенант, комсорг 2-го батальона 24-го гвардейского воздушно-десантного полка (10-я гвардейская воздушно-десантная дивизия, 37-я армия, Степной фронт).

## Биография
Алексей Денисов родился 5 июня 1922 года в семье крестьянина, в деревне Зихново Миголощской волости Боровичского уезда Новгородской губернии (ныне Боровского сельского поселения, Хвойнинский район, Новгородская область).
Начал обучение в школе в ныне несуществующей деревне Махново (ныне урочище между деревень Жирово и Гусево близ Видимирского озера), затем продолжил обучение в филиале Боровичского педучилища в деревне Сопины. По окончании учёбы работал учителем и был директором в начальной школе деревни Маклаково.
В ряды Красной Армии призван был в 1940 году; участник Великой Отечественной войны с 1941 года, когда началась война, ему было 19 лет. В 1942 году вступил в ВКП(б). По окончании военного училища в 1943 году младший лейтенант Денисов 28 августа прибыл на должность комсорга (комсомольского организатора) 2-го батальона 24-го гвардейского воздушно-десантного полка (Степной фронт). В первом же бою проявил себя как умелый воин, уничтожив автоматным огнём большое количество живой силы противника, а также сумел поджечь танк.

## Подвиг
В конце сентября 1943 года полку был дан приказ форсировать реку Днепр, а 2-му батальону — выбить противника из хорошо укреплённой деревни Анновка (Верхнеднепровский район Днепропетровской области) и удерживать её до наведения переправы. Но атака десантников батальона была приостановлена ружейно-пулемётным и миномётным огнём. В этот критический момент боя Алексей Макарович поднял красноармейцев в атаку, первым ворвался на одну из улиц Анновки, подавил две пулемётные огневые точки противника, поджёг два танка, а позже, отражая контратаку противника, организовал оборону, во время которой из противотанкового ружья подбил 4 танка, преградившие путь остальным танкам противника. Затем, вновь подняв бойцов в атаку, комсорг Денисов, лично уничтожил гранатами и огнём из автомата до сорока гитлеровцев.
Погиб в этом бою 6 октября 1943 года(по другим данным 19 сентября 1943 года).
Похоронен в селе Мишурин Рог (Верхнеднепровский район, Днепропетровская область, Украина).

## Награды
Ныне в музее первой школы Хвойной хранится копия наградного листа на звание Героя Советского Союза гвардии младшего лейтенанта Алексея Макаровича Денисова, датированная 20 октября 1943 года. Звание Героя Советского Союза присвоено посмертно Алексею Макаровичу Денисову Указом Президиума Верховного Совета СССР от 20 декабря 1943 года за мужество и героизм, проявленные при форсировании Днепра и удержании плацдарма на его правом берегу. Награждён орденом Ленина и медалью Золотая Звезда.

## Память
Имя Алексея Макаровича Денисова носят:
- школа № 1 в посёлке Хвойная[5],
- улица Алексея Денисова в посёлке Хвойная.
- До недавнего времени существовал (обанкротился) сельскохозяйственный кооператив им. Денисова в деревне Боровское.
- Мемориальные доски установлены в деревнях Зихново и Боровское Хвойнинского района Новгородской области.
- Ежегодно, 19 сентября, в день смерти Героя, проводится торжественная линейка в школе № 1 рабочего посёлка Хвойная, посвящённая памяти А. М. Денисова, после которой школьники выезжают на митинг в родное село к обелиску Героя Советского Союза.
- Улица Алексея Денисова в г. Красноармейск, Донецкая обл., Украина.